# Ib i mała Christina
Ib i mała Christina, Ib i Krystynka (duń. Ib og lille Christine) – baśń literacka autorstwa Hansa Christiana Andersena, wydana po raz pierwszy w Kopenhadze w kwietniu 1855 roku.
Baśń opowiada o losach Duńczyków Iba i Christiny mieszkających w Jutlandii. Ib jest duńskim zdrobnieniem od Jakub, występującym też dawniej jako osobne imię.

## Publikacja
Andersenowska baśń literacka Ib i mała Christina została po raz pierwszy opublikowana 30 kwietnia 1855 roku w Kopenhadze przez wydawnictwo C.A. Reitzel w antologii Opowieści. Z 55. drzeworytami Ed. Kretzschmara według rysunków V. Pedersena (duń. Historier. Med 55 Illustrationer efter Originaltegninger af V. Pedersen, skaarne i Træ af Ed. Kretzsmar). Pomysłodawcą tej edycji zbioru baśni był wydawca Carl B. Lorck z Lipska, jednakże wydanie niemieckie ukazało się dopiero w 1857 roku. Oprócz Iba i małej Christiny całkowicie nowymi baśniami publikowanymi po raz pierwszy były jeszcze baśnie: Listek z nieba oraz Głupi Jaś. W katalogu dzieł Andersena autorstwa B.F. Nielsena baśń Ib i mała Christina opatrzona jest numerem 739. Utwór został wznowiony za życia pisarza w 1863 roku w antologii Eventyr og Historier. Andet Bind.
Baśń była tłumaczona z duńskiego na języki europejskie, m.in. na: niemiecki, angielski, hiszpański i niderlandzki.

## Polskie przekłady
Podobnie jak inne baśnie Andersena, utwór był od końca XIX wieku tłumaczony na język polski:
- 1900 – Ib i Krystynka: Maria Glotz (tłum.): Czarodziejskie powieści Andersena. T. 1–2. Warszawa. Brak numerów stron w książce
- 1923 – Janek i Krzysia: Wanda Młodnicka (tłum.): Nowy wybór bajek Andersena. Lwów. Brak numerów stron w książce
- 1931 – Ib i Krystynka: Stefania Beylin (tłum.): Baśnie. T. 1–6. Warszawa. Brak numerów stron w książce
- 2006 – Ib i mała Christina: Bogusława Sochańska (tłum.): Baśnie i opowieści. Tom II 1852–1862. Poznań. s. 126–135. ISBN 978-83-7278-194-9. (z oryginału duńskiego)

## Miejsce akcji
Fabuła opowiadania osadzona jest w Danii, w przeważającej części na Półwyspie Jutlandzkim. Zostały wymienione następujące nazwy geograficzne: Silkeborg, wrzosowisko Seishede, Randers, rzeka Gudenaa (współ. duń. Gudenå), Herning, Them, Funder, Aarhus, Kopenhaga, Christianshavn.

## Adaptacje
- 1908 – Ib and Little Christina, brytyjski, niemy film krótkometrażowy, reż. Percy Stow(inne języki)[10]

## Galeria

Ilustracje baśni autorstwa V. Pedersena
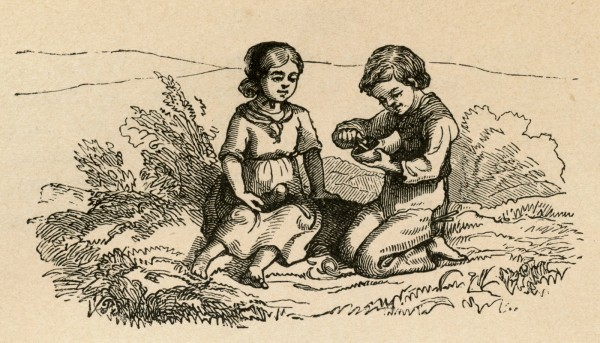
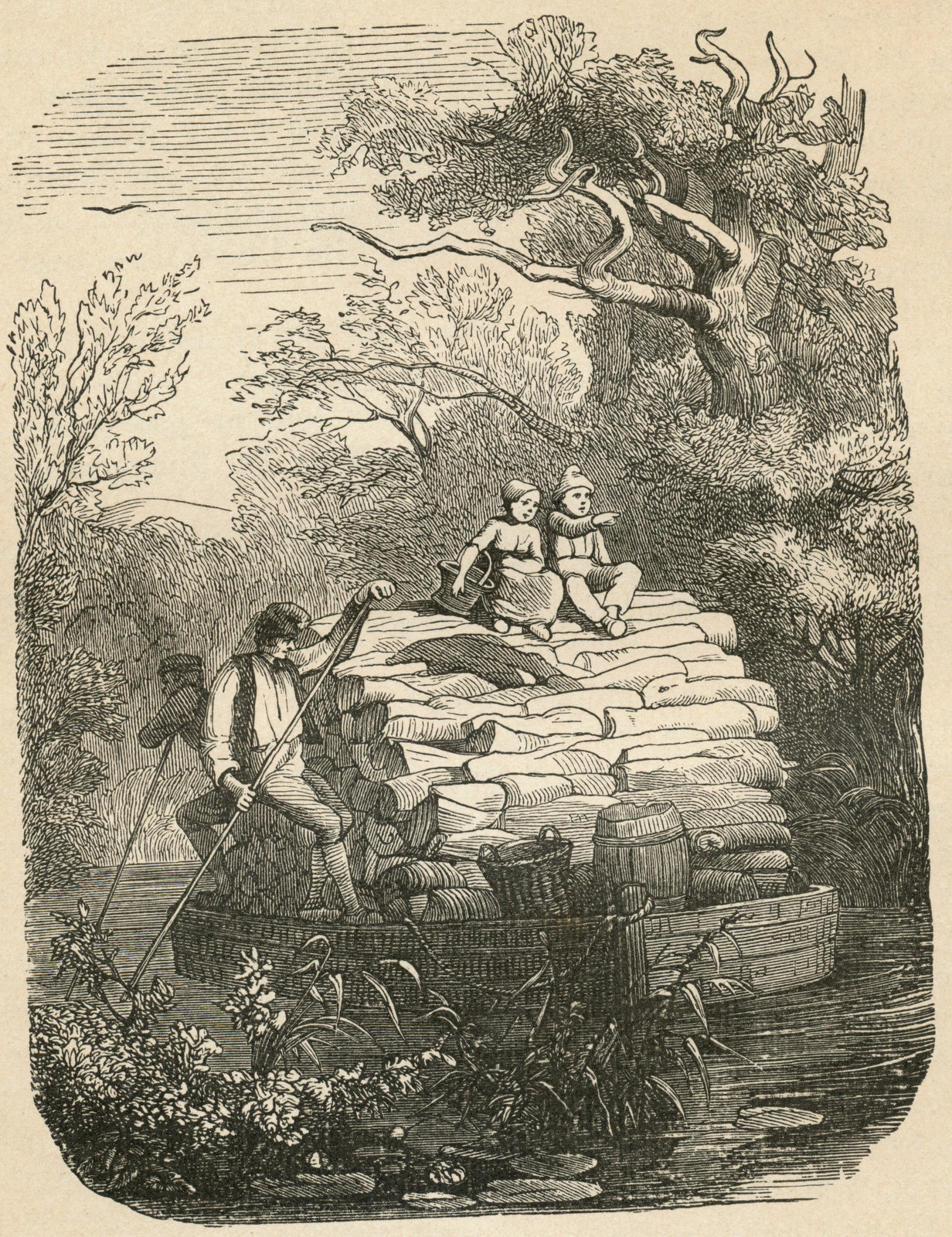
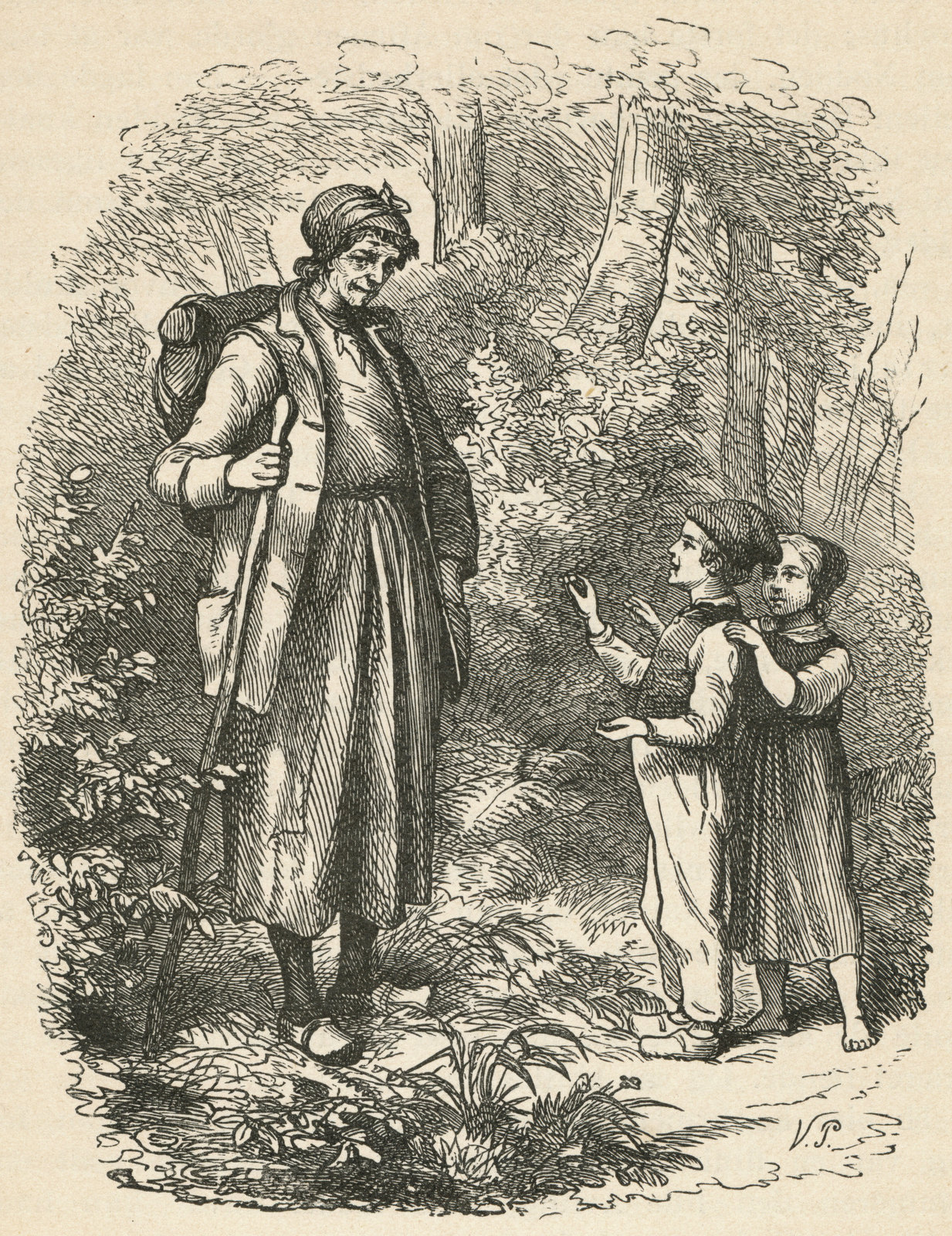
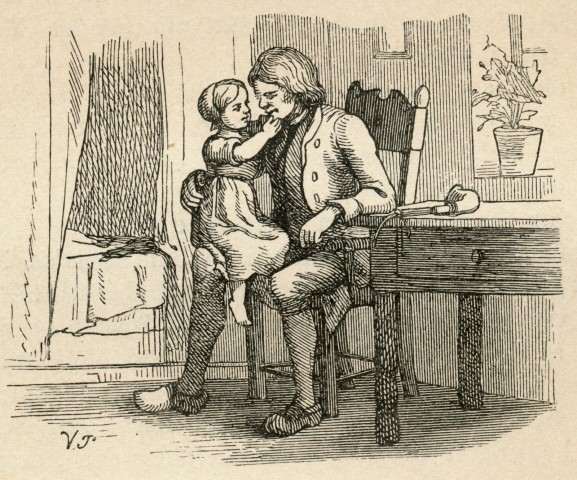